# Cesena Football Club 2023-2024
Questa voce raccoglie le informazioni riguardanti il Cesena Football Club nelle competizioni ufficiali della stagione 2023-2024.

## Stagione
Nella stagione 2023-2024 il Cesena di Mimmo Toscano parte come favorito alla vittoria del girone B dopo averlo conteso a Modena e Reggiana nelle due stagioni precedenti; clamorosamente, alla prima giornata i bianconeri steccano in casa dell'Olbia e in testa si piazza la Torres. Tuttavia, nelle partite successive i romagnoli ottengono sei vittorie consecutive, tra le quali spicca il (5-2) rifilato al Rimini. Al giro di boa si ritrovano primi davanti ai sardi, con i quali ottengono un pari alla diciottesima giornata e si laureano campioni d'inverno. Nel ritorno il rendimento è addirittura migliore, complice la pressione delle dirette inseguitrici Torres e Pescara, tanto da ottenere due giornate storte (pari a Ferrara e sconfitta con la Carrarese). La 24ª giornata contro la Fermana ultima in classifica viene giocata a porte chiuse a causa di un'invasione di campo e aggressione al portiere dell'Olbia da parte di Liam Shpendi (poi daspato), che si è visto aggredire il figlio. proprio contro agli accesi rivali abruzzesi, i bianconeri vincono nel finale (gol di Pierozzi all'84') e conquistano la promozione in Serie B a quattro giornate dalla fine, tornando in cadetteria dopo sei stagioni. Per ironia della sorte, la prima a retrocedere come ultima classificata è proprio l'Olbia, sorpassata seppur inutilmente dalla Fermana. In Coppa Italia, i bianconeri eliminano la Virtus Entella ai rigori, mentre ai trentaduesimi si arrendono al Bologna (2-0), che eliminerà l'Inter campione in carica. Nella coppa semiprofessionisti i romagnoli prevalgono sulla Vis Pesaro e agli ottavi devono cedere il passo al Rimini (0-2). Nel triangolare di Supercoppa, la squadra si impone a Mantova e pareggia in rimonta con la Juve Stabia, vincendo il trofeo. Capocannoniere stagionale è Cristian Shpendi, con 22 reti totali, 20 delle quali in campionato.

## Divise e sponsor
Per questa stagione lo sponsor tecnico è stato affidato all'azienda italiana Erreà, mentre il main sponsor sulla maglia è Eni Plenitude. La prima divisa, a prevalenza bianca, è caratterizzata da un elegante design che unisce i classici colori bianco e nero ed è composta dal claim Insieme più forti (alternato alla sua versione inglese Stronger together) a comporre le sottili righe verticali. Il ritorno delle righe richiama così una delle maglie cult nella storia del Cavalluccio, quella indossata nella stagione 1986/87, culminata nello spareggio di San Benedetto del Tronto che l’8 luglio 1987 regalò ai romagnoli la terza promozione in Serie A. La seconda maglia, a prevalenza nera, mantiene la stessa impostazione grafica di quella home ma a colori invertiti, con le righe in tono. La terza, infine, coniuga il nero con l'azzurro, che richiama il mare della Romagna e il colore della Curva Mare, cuore pulsante della passione bianconera. Anche in questo caso, il Cavalluccio è posizionato sia nella parte superiore a contrasto sia in tono sulla parte centrale e posteriore. A unire le tre versioni, oltre alla scollatura a giro, è la scritta Dai Burdel posta sul retro del collo, un elemento che ha connotato tutte le collezioni degli ultimi anni, altro richiamo alla Romagna e alla sua gente. Per quanto riguarda gli altri sponsor pubblicitari, essi sono rimasti invariati rispetto alla stagione precedente. Tra i più noti, Orogel, Amadori e Technogym, oltre ovviamente a Pubblisole.
| Casa | Trasferta | Terza divisa |

## Organigramma societario
Aggiornato al 1º luglio 2023.
Area direttiva
- Presidente: John Aiello
- CEO: Anthony Scotto
- Consiglieri: Massimo Agostini, Anthony Scotto, John Aiello
- Segretario Generale: Marco Valentini
- Responsabile della sicurezza: Gianluca Campana
- Dipartimento SLO: Roberto Checchia

Area comunicazione e marketing
- Addetto Stampa: Lorenzo Marchetti
- Responsabile Marketing: Claudia Gatti

Area sportiva
- Direttore Sportivo: Fabio Artico
- Responsabile area tecnica: Massimo Agostini
- Team Manager: Matteo Visani

Area tecnica
- Allenatore: Domenico Toscano
- Allenatore in seconda: Michele Napoli
- Preparatore dei Portieri: Antonello Degiorgi
- Preparatori atletici: Andrea Nocera e Massimo Magrini (recupero infortunati) coadiuvati da Filippo Medda
- Magazzinieri: Matteo Fantozzi, Nicolino Petrosino

Area sanitaria
- Responsabile Sanitario: Dott. Vittorio Gemellaro
- Medico Sociale: Dott. Jacopo Gamberini
- Massaggiatori: Francesco Canali, Costantino Cucciniello e Stefano Valentini

Settore Giovanile
- Responsabile Settore Giovanile: Roberto Colacone
- Segretario Settore Giovanile: Filippo Biondi
- Allenatore Under 10: Manuel Circolari
- Allenatore Under 11: Simone Confalone
- Allenatore Under 12: Giuseppe De Feudis
- Allenatore Under 13: Alessio Serafini
- Allenatore Under 14: Alessandro Teodorani
- Allenatore Under 15: Gianluca Zanetti
- Allenatore Under 16: Lorenzo Magi
- Allenatore Under 17: Juri Tamburini
- Allenatore Primavera: Nicola Campedelli

## Rosa
Aggiornata al 1º febbraio 2024.
| N. |                         | Ruolo | Calciatore                   |
| -- | ----------------------- | ----- | ---------------------------- |
| 1  | Italia (bandiera)       | P     | Matteo Pisseri               |
| 3  | Italia (bandiera)       | D     | Enea Pitti                   |
| 4  | Italia (bandiera)       | C     | Riccardo Chiarello           |
| 5  | Italia (bandiera)       | C     | Ivan Varone                  |
| 6  | Francia (bandiera)      | C     | Jonathan Bumbu               |
| 7  | Italia (bandiera)       | D     | Daniele Donnarumma           |
| 8  | Italia (bandiera)       | C     | Saber Hraiech                |
| 9  | Albania (bandiera)      | A     | Cristian Shpendi             |
| 10 | Sierra Leone (bandiera) | A     | Augustus Kargbo              |
| 11 | Italia (bandiera)       | A     | Roberto Ogunseye             |
| 13 | Italia (bandiera)       | D     | Luca Coccolo                 |
| 14 | Italia (bandiera)       | C     | Tommaso Berti                |
| 15 | Italia (bandiera)       | D     | Andrea Ciofi                 |
| 17 | Italia (bandiera)       | C     | Emanuele Adamo               |
| 18 | Italia (bandiera)       | A     | Simone Corazza               |
| 19 | Italia (bandiera)       | D     | Giuseppe Prestia             |
| 20 | Italia (bandiera)       | C     | Francesco De Rose (capitano) |

| N. |                        | Ruolo | Calciatore            |
| -- | ---------------------- | ----- | --------------------- |
| 22 | Italia (bandiera)      | P     | William Montalti      |
| 24 | Italia (bandiera)      | D     | Edoardo Pierozzi      |
| 25 | Italia (bandiera)      | D     | Antonio David         |
| 26 | Italia (bandiera)      | D     | Matteo Piacentini     |
| 28 | Italia (bandiera)      | D     | Luigi Silvestri       |
| 30 | Italia (bandiera)      | A     | Alessandro Giovannini |
| 33 | Stati Uniti (bandiera) | P     | Jonathan Klinsmann    |
| 34 | Albania (bandiera)     | P     | Giulio Veliaj         |
| 42 | Italia (bandiera)      | C     | Riccardo Campedelli   |
| 46 | Italia (bandiera)      | P     | Alessandro Bagli      |
| 61 | Italia (bandiera)      | P     | Alessandro Siano      |
| 70 | Italia (bandiera)      | C     | Matteo Francesconi    |
| 73 | Italia (bandiera)      | D     | Simone Pieraccini     |
| 77 | Italia (bandiera)      | A     | Giovanni Nannelli     |
| 92 | Italia (bandiera)      | A     | Valentino Coveri      |
| 99 | Italia (bandiera)      | A     | Nicolò Amadori        |

## Calciomercato

### Sessione estiva (dal 1/7 al 1/9)
| Acquisti         | Acquisti           | Acquisti    | Acquisti      |
| R.               | Nome               | da          | Modalità      |
| ---------------- | ------------------ | ----------- | ------------- |
| P                | Matteo Pisseri     | Triestina   | definitivo    |
| P                | Alessandro Siano   | Pontedera   | definitivo    |
| D                | Daniele Donnarumma | Cittadella  | definitivo    |
| D                | Edoardo Pierozzi   | Fiorentina  | prestito      |
| D                | Matteo Piacentini  | Modena      | definitivo    |
| C                | Ivan Varone        | Novara      | svincolato    |
| A                | Roberto Ogunseye   | Modena      | definitivo    |
| A                | Augustus Kargbo    | Crotone     | definitivo    |
| Altre operazioni |                    |             |               |
| R.               | Nome               | da          | Modalità      |
| P                | Stefano Minelli    | Südtirol    | fine prestito |
| D                | Ivan Kontek        | Foggia      | fine prestito |
| C                | Tommaso Berti      | Fiorentina  | fine prestito |
| C                | Giovanni Nannelli  | Fermana     | fine prestito |
| A                | Filippo Pittarello | Feralpisalò | fine prestito |

| Cessioni         | Cessioni             | Cessioni        | Cessioni                                  |
| R.               | Nome                 | a               | Modalità                                  |
| ---------------- | -------------------- | --------------- | ----------------------------------------- |
| P                | Andrea Tozzo         |                 | svincolato                                |
| P                | Stefano Minelli      | Feralpisalò     | definitivo                                |
| P                | Luca Lewis           | Pontedera       | prestito                                  |
| D                | Daniele Celiento     | Bari            | fine prestito                             |
| D                | Mario Mercadante     | Gubbio          | definitivo                                |
| D                | Marco Calderoni      | Fermana         | definitivo                                |
| D                | Alessandro Albertini | Brindisi        | definitivo                                |
| C                | Mattia Mustacchio    | Pro Vercelli    | fine prestito                             |
| C                | Giacomo Zecca        | Torres          | definitivo                                |
| C                | Alessio Brambilla    | Cremonese       | definitivo                                |
| C                | Nicolò Bianchi       | Padova          | definitivo                                |
| A                | Alexis Ferrante      | Ternana         | fine prestito                             |
| A                | King Udoh            | Gubbio          | prestito con diritto di riscatto          |
| A                | Stiven Shpendi       | Empoli          | prestito biennale con obbligo di riscatto |
| Altre operazioni |                      |                 |                                           |
| R.               | Nome                 | a               | Modalità                                  |
| P                | Lorenzo Pollini      | Cjarlins Muzane | prestito                                  |
| D                | Ivan Kontek          | Virtus Entella  | definitivo                                |
| D                | Tomas Lepri          |                 | rescissione                               |
| A                | Filippo Pittarello   | Cittadella      | definitivo                                |

### Sessione invernale (dal 1/1 al 31/1)
| Acquisti         | Acquisti           | Acquisti  | Acquisti   |
| R.               | Nome               | da        | Modalità   |
| ---------------- | ------------------ | --------- | ---------- |
| P                | Jonathan Klinsmann | LA Galaxy | definitivo |
| Altre operazioni |                    |           |            |
| R.               | Nome               | da        | Modalità   |

| Cessioni         | Cessioni       | Cessioni | Cessioni   |
| R.               | Nome           | a        | Modalità   |
| ---------------- | -------------- | -------- | ---------- |
| C                | Jonathan Bumbu | Gubbio   | definitivo |
| Altre operazioni |                |          |            |
| R.               | Nome           | a        | Modalità   |

## Risultati

### Serie C

#### Girone di andata
| Arbitro: | Caldera (Como) |

|                              |           |              |
| Nanni 28’ Ragatzu 38’ (rig.) | Marcatori | 73’ Ogunseye |

| Arbitro: | Delrio (Reggio Emilia) |

|                                |           |               |
| C. Shpendi 2’, 35’ Corazza 78’ | Marcatori | 90’ Antenucci |

| Arbitro: | De Angeli (Milano) |

|                  |           |                                       |
| G. Benedetti 63’ | Marcatori | 10’ Hraiech 80’ Ogunseye 90+7’ Kargbo |

| Arbitro: | Perri (Roma) |

|                                                      |           |  |
| Silvestri 33’ Corazza 51’ (rig.), 55’ C. Shpendi 72’ | Marcatori |  |

| Arbitro: | Sfira (Pordenone) |

|  |           |                                              |
|  | Marcatori | 2’, 41’ Corazza 34’ C. Shpendi 79’ Chiarello |

| Arbitro: | Scatena (Avezzano) |

|                                                                          |           |                          |
| Varone 29’ Berti 36’ D. Donnarumma 52’ C. Shpendi 54’ Colombo 70’ (aut.) | Marcatori | 25’ Lamesta 63’ Marchesi |

| Arbitro: | Scarpa (Collegno) |

|  |           |                     |
|  | Marcatori | 61’ Bumbu 82’ Ciofi |

| Arbitro: | Andreano (Prato) |

|               |           |                       |
| Ciofi 9’, 64’ | Marcatori | 44’ Pane 65’ R. Forte |

| Arbitro: | Rinaldi (Bassano del Grappa) |

|                |           |             |
| Volpicelli 47’ | Marcatori | 19’ Corazza |

| Arbitro: | Mirabella (Napoli) |

|  |           |                   |
|  | Marcatori | 18’ D. Donnarumma |

| Arbitro: | Bordin (Bassano del Grappa) |

|                 |           |                |
| Kargbo 14’, 72’ | Marcatori | 83’ Di Gennaro |

| Arbitro: | Costanza (Agrigento) |

|                |           |           |
| Di Massimo 16’ | Marcatori | 37’ Adamo |

| Arbitro: | Virgilio (Trapani) |

|                                                       |           |  |
| Adamo 9’ D. Donnarumma 32’ Silvestri 53’ Pierozzi 77’ | Marcatori |  |

| Arbitro: | Grasso (Ariano Irpino) |

|                                      |           |  |
| Pieraccini 17’ C. Shpendi 87’, 90+6’ | Marcatori |  |

| Arbitro: | Arena (Torre del Greco) |

|  |           |                |
|  | Marcatori | 27’ C. Shpendi |

| Arbitro: | Bozzetto (Bergamo) |

|                |           |  |
| Pieraccini 69’ | Marcatori |  |

| Arbitro: | Crezzini (Siena) |

|              |           |                            |
| Ferretti 77’ | Marcatori | 6’ Silvestri 8’ C. Shpendi |

| Arbitro: | Perri (Roma) |

|                |           |                 |
| C. Shpendi 48’ | Marcatori | 52’ Fischnaller |

| Arbitro: | Galipò (Firenze) |

|  |           |                            |
|  | Marcatori | 18’, 39’ Hraiech 69’ Berti |

#### Girone di ritorno
| Arbitro: | Di Reda (Molfetta) |

|             |           |  |
| Corazza 19’ | Marcatori |  |

| Ferrara 14 gennaio 2024, ore 20:45 CET 21ª giornata | SPAL              | 0 – 0 referto | Cesena | Stadio Paolo Mazza (6 388 spett.)\| Arbitro: \| Sfira (Pordenone) \| |
| Arbitro:                                            | Sfira (Pordenone) |               |        |                                                                      |

| Arbitro: | Ubaldi (Roma) |

|                                     |           |  |
| C. Shpendi 21’, 26’, 28’ Kargbo 37’ | Marcatori |  |

| Arbitro: | Cavaliere (Paola) |

|  |           |                              |
|  | Marcatori | 51’ Kargbo 90+3’ Francesconi |

| Arbitro: | Vingo (Pisa) |

|                |           |  |
| C. Shpendi 83’ | Marcatori |  |

| Arbitro: | Emmanuele (Pisa) |

|  |           |                          |
|  | Marcatori | 13’ Adamo 41’ C. Shpendi |

| Arbitro: | Vergaro (Bari) |

|                   |           |  |
| Chiosa 20’ (aut.) | Marcatori |  |

| Arbitro: | Di Francesco (Ostia Lido) |

|           |           |                                             |
| Forte 44’ | Marcatori | 16’ C. Shpendi 68’ Kargbo 89’ D. Donnarumma |

| Arbitro: | Allegretta (Molfetta) |

|                          |           |  |
| Corazza 65’ Ogunseye 81’ | Marcatori |  |

| Arbitro: | Cherchi (Carbonia) |

|                                     |           |  |
| Kargbo 31’, 44’, 72’ C. Shpendi 35’ | Marcatori |  |

| Arbitro: | Caldera (Como) |

|                                  |           |                     |
| Panico 45+1’, 80’ N. Schiavi 55’ | Marcatori | 19’, 90’ C. Shpendi |

| Arbitro: | Rinaldi (Bassano del Grappa) |

|                          |           |  |
| Adamo 49’ C. Shpendi 74’ | Marcatori |  |

| Arbitro: | Bordin (Bassano del Grappa) |

|  |           |                          |
|  | Marcatori | 17’ Berti 90+5’ Ogunseye |

| Arbitro: | Centi (Terni) |

|  |           |           |
|  | Marcatori | 65’ Berti |

| Arbitro: | Calzavara (Varese) |

|              |           |  |
| Pierozzi 87’ | Marcatori |  |

| Arbitro: | Zago (Conegliano) |

|               |           |                         |
| Turicchia 79’ | Marcatori | 88’ Ciofi 90+3’ Corazza |

| Arbitro: | Turrini (Firenze) |

|                            |           |  |
| Berti 10’, 90’ Corazza 20’ | Marcatori |  |

| Arbitro: | Angelillo (Nola) |

|                   |           |           |
| Scotto 30’ (rig.) | Marcatori | 73’ Adamo |

| Arbitro: | Mazzoni (Prato) |

|                                |           |  |
| Prestia 18’ Corazza 36’ (rig.) | Marcatori |  |

### Coppa Italia

#### Turni eliminatori
| Arbitro: | Gualtieri (Asti) |

|                                                                                 |                      |                                                                           |
| C. Shpendi 17’ Ciofi 45’                                                        | Marcatori            | 51’, 56’ Meazzi                                                           |
| Mercadante Corazza Ciofi Silvestri C. Shpendi Berti Hraiech Piacentini Pierozzi | Tiri di rigore 6 – 5 | Disanto Tomaselli Banfi Zappella Lipani De Lucia Siatounis Bonini Thioune |

| Arbitro: | Manganiello (Pinerolo) |

|                        |           |  |
| Corazza 2’ Zirkzee 80’ | Marcatori |  |

### Coppa Italia Serie C

#### Turni eliminatori
| Arbitro: | Djurdjevic (Trieste) |

|             |           |  |
| Corazza 76’ | Marcatori |  |

#### Fase finale
| Arbitro: | Sfira (Pordenone) |

|  |           |                         |
|  | Marcatori | 9’ Iacoponi 85’ Lamesta |

### Supercoppa Serie C
| Arbitro: | Mirabella (Napoli) |

|                 |           |                                     |
| Debenedetti 83’ | Marcatori | 63’ (rig.) Corazza 90+2’ C. Shpendi |

| Arbitro: | De Angeli (Milano) |

|                         |           |                        |
| Kargbo 61’ Ogunseye 65’ | Marcatori | 20’ Mosti 27’ Adorante |

## Statistiche

### Statistiche di squadra
Statistiche aggiornate al 19 maggio 2024.
| Competizione         | Punti            | In casa | In casa | In casa | In casa | In casa | In casa | In trasferta | In trasferta | In trasferta | In trasferta | In trasferta | In trasferta | Totale | Totale | Totale | Totale | Totale | Totale | D.R. |
| Competizione         | Punti            | G       | V       | N       | P       | Gf      | Gs      | G            | V            | N            | P            | Gf           | Gs           | G      | V      | N      | P      | Gf     | Gs     | D.R. |
| -------------------- | ---------------- | ------- | ------- | ------- | ------- | ------- | ------- | ------------ | ------------ | ------------ | ------------ | ------------ | ------------ | ------ | ------ | ------ | ------ | ------ | ------ | ---- |
| Serie C              | 96               | 19      | 17      | 2       | 0       | 46      | 7       | 19           | 13           | 4            | 2            | 34           | 12           | 38     | 30     | 6      | 2      | 80     | 19     | +61  |
| Coppa Italia         | Trentaduesimi    | 1       | 0       | 1       | 0       | 2       | 2       | 1            | 0            | 0            | 1            | 0            | 2            | 2      | 0      | 1      | 1      | 2      | 4      | -2   |
| Coppa Italia Serie C | Ottavi di finale | 2       | 1       | 0       | 1       | 1       | 2       | 0            | 0            | 0            | 0            | 0            | 0            | 2      | 1      | 0      | 1      | 1      | 2      | -1   |
| Supercoppa Serie C   | -                | 1       | 0       | 1       | 0       | 2       | 2       | 1            | 1            | 0            | 0            | 2            | 1            | 2      | 1      | 1      | 0      | 4      | 3      | +1   |
| Totale               | -                | 23      | 18      | 4       | 1       | 51      | 13      | 21           | 14           | 4            | 3            | 36           | 15           | 44     | 32     | 8      | 4      | 87     | 28     | +59  |

### Andamento in campionato
| Giornata  | 1  | 2 | 3  | 4 | 5 | 6 | 7 | 8 | 9 | 10 | 11 | 12 | 13 | 14 | 15 | 16 | 17 | 18 | 19 | 20 | 21 | 22 | 23 | 24 | 25 | 26 | 27 | 28 | 29 | 30 | 31 | 32 | 33 | 34 | 35 | 36 | 37 | 38 |
| --------- | -- | - | -- | - | - | - | - | - | - | -- | -- | -- | -- | -- | -- | -- | -- | -- | -- | -- | -- | -- | -- | -- | -- | -- | -- | -- | -- | -- | -- | -- | -- | -- | -- | -- | -- | -- |
| Luogo     | T  | C | T  | C | T | C | T | C | T | T  | C  | T  | C  | C  | T  | C  | T  | C  | T  | C  | T  | C  | T  | C  | T  | C  | T  | C  | C  | T  | C  | T  | T  | C  | T  | C  | T  | C  |
| Risultato | P  | V | V  | V | V | V | V | N | N | V  | V  | N  | V  | V  | V  | V  | V  | N  | V  | V  | N  | V  | V  | V  | V  | V  | V  | V  | V  | P  | V  | V  | V  | V  | V  | V  | N  | V  |
| Posizione | 14 | 2 | 10 | 8 | 6 | 2 | 2 | 2 | 2 | 1  | 2  | 2  | 2  | 1  | 1  | 1  | 1  | 1  | 1  | 1  | 1  | 1  | 1  | 1  | 1  | 1  | 1  | 1  | 1  | 1  | 1  | 1  | 1  | 1  | 1  | 1  | 1  | 1  |

Fonte:  Serie C - Girone B – Classifica giornata, su transfermarkt.it.
Legenda:

Luogo: C = Casa; T = Trasferta. Risultato: V = Vittoria; N = Pareggio; P = Sconfitta.

### Statistiche dei giocatori
Sono in corsivo i calciatori che hanno lasciato la società a stagione in corso.
| Giocatore      | Serie C  | Serie C | Serie C     | Serie C    | Coppa Italia | Coppa Italia | Coppa Italia | Coppa Italia | Coppa Italia Serie C | Coppa Italia Serie C | Coppa Italia Serie C | Coppa Italia Serie C | Supercoppa Serie C | Supercoppa Serie C | Supercoppa Serie C | Supercoppa Serie C | Totale   | Totale | Totale      | Totale     |
| Giocatore      | Presenze | Reti    | Ammonizioni | Espulsioni | Presenze     | Reti         | Ammonizioni  | Espulsioni   | Presenze             | Reti                 | Ammonizioni          | Espulsioni           | Presenze           | Reti               | Ammonizioni        | Espulsioni         | Presenze | Reti   | Ammonizioni | Espulsioni |
| -------------- | -------- | ------- | ----------- | ---------- | ------------ | ------------ | ------------ | ------------ | -------------------- | -------------------- | -------------------- | -------------------- | ------------------ | ------------------ | ------------------ | ------------------ | -------- | ------ | ----------- | ---------- |
| M. Pisseri     | 35       | -18     | 2           | 0          | 2            | -4           | -            | -            | -                    | -                    | -                    | -                    | 2                  | -3                 | -                  | -                  | 39       | -25    | 2           | 0          |
| J. Klinsmann   | 1        | -0      | 0           | 0          | -            | -            | -            | -            | -                    | -                    | -                    | -                    | -                  | -                  | -                  | -                  | 1        | -0     | 0           | 0          |
| A. Siano       | 3        | -1      | 0           | 0          | -            | -            | -            | -            | 2                    | -2                   | -                    | -                    | -                  | -                  | -                  | -                  | 5        | -3     | 0           | 0          |
| G. Veliaj      | 0        | 0       | 0           | 0          | -            | -            | -            | -            | -                    | -                    | -                    | -                    | -                  | -                  | -                  | -                  | 0        | 0      | 0           | 0          |
| A. Bagli       | 0        | 0       | 0           | 0          | -            | -            | -            | -            | -                    | -                    | -                    | -                    | -                  | -                  | -                  | -                  | 0        | 0      | 0           | 0          |
| A. Ciofi       | 22       | 4       | 2           | 0          | 2            | 1            | 1            | -            | -                    | -                    | -                    | -                    | 2                  | 0                  | -                  | -                  | 26       | 5      | 3           | 0          |
| G. Prestia     | 37       | 1       | 9           | 0          | 2            | 0            | -            | -            | -                    | -                    | -                    | -                    | 1                  | 0                  | -                  | -                  | 40       | 1      | 9           | 0          |
| L. Silvestri   | 34       | 3       | 6           | 0          | 2            | 0            | -            | -            | -                    | -                    | -                    | -                    | 2                  | 0                  | 1                  | -                  | 38       | 3      | 7           | 0          |
| S. Pieraccini  | 24       | 2       | 4           | 0          | -            | -            | -            | -            | -                    | -                    | -                    | -                    | 2                  | 0                  | -                  | -                  | 26       | 2      | 4           | 0          |
| M. Piacentini  | 13       | 0       | 4           | 0          | 2            | 0            | -            | -            | 2                    | 0                    | -                    | -                    | -                  | -                  | -                  | -                  | 17       | 0      | 4           | 0          |
| L. Coccolo     | 2        | 0       | 0           | 0          | -            | -            | -            | -            | 2                    | 0                    | 1                    | -                    | 1                  | 0                  | -                  | -                  | 5        | 0      | 1           | 0          |
| M. Mercadante  | 0        | 0       | 0           | 0          | 1            | 0            | -            | -            | -                    | -                    | -                    | -                    | -                  | -                  | -                  | -                  | 1        | 0      | 0           | 0          |
| A. David       | 16       | 0       | 2           | 0          | -            | -            | -            | -            | 2                    | 0                    | -                    | -                    | -                  | -                  | -                  | -                  | 18       | 0      | 2           | 0          |
| E. Pitti       | 0        | 0       | 0           | 0          | -            | -            | -            | -            | 2                    | 0                    | -                    | -                    | -                  | -                  | -                  | -                  | 2        | 0      | 0           | 0          |
| E. Pierozzi    | 28       | 2       | 4           | 0          | 2            | 0            | -            | -            | 2                    | 0                    | -                    | -                    | 2                  | 0                  | -                  | -                  | 34       | 2      | 4           | 0          |
| F. De Rose     | 33       | 0       | 7           | 0          | -            | -            | -            | -            | -                    | -                    | -                    | -                    | 2                  | 0                  | 1                  | -                  | 35       | 0      | 8           | 0          |
| M. Francesconi | 36       | 1       | 3           | 0          | 2            | 0            | -            | -            | -                    | -                    | -                    | -                    | 2                  | 0                  | -                  | -                  | 40       | 1      | 3           | 0          |
| S. Hraiech     | 27       | 3       | 6           | 1          | 2            | 0            | -            | -            | 1                    | 0                    | -                    | -                    | 2                  | 0                  | -                  | -                  | 32       | 3      | 6           | 1          |
| I. Varone      | 33       | 1       | 7           | 0          | -            | -            | -            | -            | 1                    | 0                    | -                    | -                    | 2                  | 0                  | -                  | -                  | 36       | 1      | 7           | 0          |
| N. Bianchi     | 0        | 0       | 0           | 0          | 2            | 0            | -            | -            | -                    | -                    | -                    | -                    | -                  | -                  | -                  | -                  | 2        | 0      | 0           | 0          |
| E. Adamo       | 37       | 5       | 6           | 0          | 2            | 0            | 1            | -            | -                    | -                    | -                    | -                    | 2                  | 0                  | -                  | -                  | 41       | 5      | 7           | 0          |
| D. Donnarumma  | 32       | 4       | 2           | 0          | 2            | 0            | -            | -            | -                    | -                    | -                    | -                    | 2                  | 0                  | 1                  | -                  | 36       | 4      | 3           | 0          |
| T. Berti       | 36       | 6       | 4           | 0          | 2            | 0            | -            | -            | 2                    | 0                    | 1                    | -                    | 2                  | 0                  | -                  | -                  | 42       | 6      | 5           | 0          |
| R. Chiarello   | 12       | 1       | 0           | 0          | -            | -            | -            | -            | 2                    | 0                    | -                    | -                    | -                  | -                  | -                  | -                  | 14       | 1      | 0           | 0          |
| J. Bumbu       | 6        | 1       | 0           | 0          | 2            | 0            | -            | -            | 2                    | 0                    | 1                    | -                    | -                  | -                  | -                  | -                  | 10       | 1      | 1           | 0          |
| A. Giovannini  | 5        | 0       | 0           | 0          | 2            | 0            | -            | -            | 2                    | 0                    | 1                    | -                    | -                  | -                  | -                  | -                  | 9        | 0      | 1           | 0          |
| G. Nannelli    | 1        | 0       | 0           | 0          | -            | -            | -            | -            | 2                    | 0                    | -                    | -                    | -                  | -                  | -                  | -                  | 3        | 0      | 0           | 0          |
| A. Kargbo      | 31       | 9       | 6           | 0          | -            | -            | -            | -            | -                    | -                    | -                    | -                    | 2                  | 1                  | 1                  | -                  | 33       | 10     | 7           | 0          |
| C. Shpendi     | 32       | 20      | 2           | 0          | 2            | 1            | -            | -            | -                    | -                    | -                    | -                    | 1                  | 1                  | -                  | -                  | 35       | 22     | 2           | 0          |
| S. Corazza     | 31       | 11      | 1           | 0          | 2            | 0            | -            | -            | 1                    | 1                    | -                    | -                    | 2                  | 1                  | -                  | -                  | 36       | 13     | 1           | 0          |
| R. Ogunseye    | 25       | 4       | 5           | 0          | -            | -            | -            | -            | 2                    | 0                    | -                    | -                    | 1                  | 1                  | -                  | -                  | 28       | 5      | 5           | 0          |